# کوه کولوسئوم
کوه کولوسئوم (به انگلیسی: Colosseum Mountain) یک کوه در ایالات متحده آمریکا است که در شهرستان اینیو، کالیفرنیا واقع شده‌است.